# Ducati 696/796 Monster
La 696 Monster est un modèle de motocyclette du constructeur italien Ducati.
Apparue lors du salon de la moto de Milan en novembre 2007, la 696 Monster se démarque de ses devancières par son esthétique.
Le phare n'est plus rond, mais légèrement ovale, il est implanté plus bas entre les tubes de la fourche.
Le moteur est identique à celui qui équipe la M695. Il développe ici 80 chevaux à 9 000 tr/min. Le surplus de puissance est obtenu grâce à des soupapes de plus gros diamètre combinées à de nouvelles culasses et une meilleure gestion de l'alimentation.
Ce moteur est alimenté par une injection électronique Siemens de 45 mm de diamètre et permet à la machine de satisfaire aux normes anti-pollution Euro 3.
L'embrayage multidisque en bain d'huile est équipé du système APTC réduisant l'effort à fournir pour actionner le levier. Ce système permet également de prévenir les blocages de roue lors d'un rétrogradage rapide.
Les deux silencieux d'échappement en aluminium sont très courts et remontent le long des flancs de selle, comme sur la Triumph Street Triple.
Le cadre reste un treillis tubulaire, mais la partie arrière est désormais en aluminium moulé.
La fourche télescopique inversée Showa fait 43 mm de diamètre. Le mono-amortisseur Sachs est réglable en précharge et détente. La fourche est remplacée par une Marzocchi en 2011.
Le freinage est confié, comme de coutume chez Ducati, à Brembo. Les étriers radiaux à quatre pistons mordent des disques flottants de 320 mm à l'avant. L'arrière se contente d'un disque de 245 mm et d'un étrier double pistons à montage classique.
Le réservoir gagne deux entrées d'air sur l'avant. Il est parcouru par un cache de plastique noir sur le dessus, du té de fourche à la selle. Ces éléments sont facilement démontables et remplaçables par des modèles de couleur différente, disponibles dans le catalogue d'accessoires de la marque.
La M696+ est vendue d'origine avec un capot de selle amovible de la couleur de la moto et d'un saute-vent.

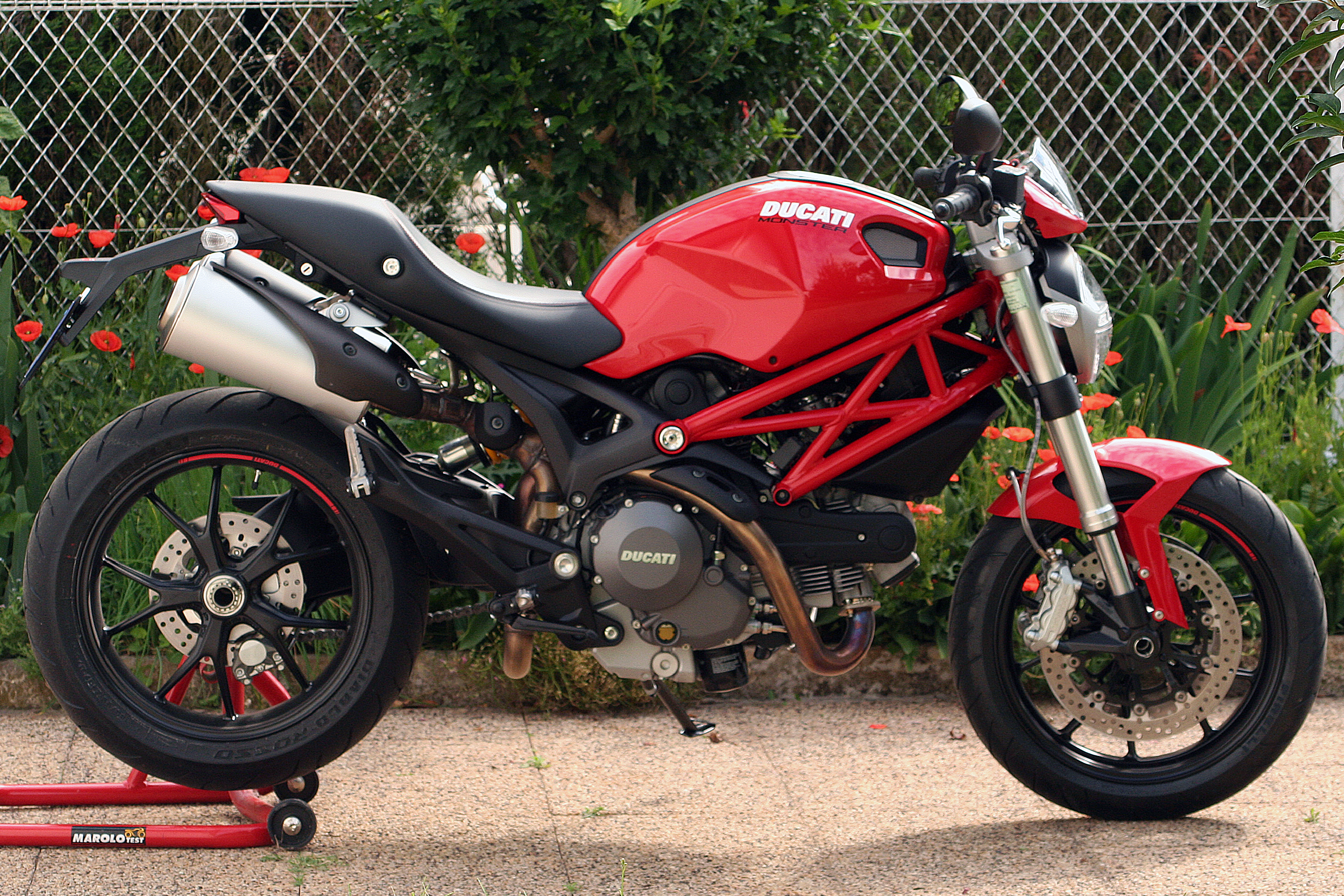
M796

En 2010, elle est secondée par la M796. La course passe à 66 mm. La cylindrée devient de 803 cm³. La puissance passe à 87 ch à 8 250 tr/min pour un couple de 8 mkg à 6 250 tr/min et un poids de
167 kg. 
La partie cycle est identique, hormis la boucle arrière, monobras et les jantes.
Elle est vendue 8990 ou 9 690 € avec ABS.
Pour célébrer les 20 ans de la sortie de la 900 Mostro, Ducati met en vente une version spéciale 20th Anniversary, disponible en 696 ou 796, peint du rouge Ducati de l'époque, d'un cadre couleur bronze, d'un entourage de phare chromé, du logo de l'époque sur le réservoir, de rétroviseurs ronds.